# دو گور دوپا
دو گور دوپا در شهرستان کهگیلویه، روستای شوش واقع شده و این اثر در تاریخ ۳ بهمن ۱۳۷۹ با شمارهٔ ثبت ۲۹۸۵ به‌عنوان یکی از آثار ملی ایران به ثبت رسیده‌است.
این ستون‌ها که از سنگ آهک و شیری رنگ و یکپارچه‌ای تراشیده شده‌اند به احتمال فراوان میل استودان هستند و درگذشته آتشدان بودند و در شب کاروانان و مسافران سرگردان را در مسیر راهنمایی می‌کردند.
این ستون‌های سنگی تقریباً سالم و همچنان پا برجا هستند و بر بالای تپه‌ای مشرف به دو روستای شوش سفلی و ده کند قرار دارد و ستون‌هایی که در فاصله ۵۰ سانتی‌متری از هم قرار دارند و ستون شرقی دو متر و ستون غربی ۱۹۰سانتی‌متر است.
حریم این اثر همه تاریخی از سوی اداره میراث فرهنگی و گردشگری استان تعیین شده و مورخان، محققان و گردشگران زیادی هرساله از آن دیده می‌کنند و مطالعات علمی و تحقیقی از آن دارند و بنا به روایتی این دو ستون باقی ماندهٔ آتشکده‌ای است که به قبل از اسلام تعلق دارد.
بررسی‌های مقدماتی و اولیه نشان می‌دهد که فضا و شکل عمومی این ستون‌های سنگی به ستون‌های سنگی معابد مهری و میترائیسم (مانند ستون‌های خورهه) شباهت نسبی دارد.